# New Morning (album)
Pour les articles homonymes, voir New Morning.
Albums de Bob Dylan
Self Portrait
(1970) Bob Dylan's Greatest Hits Vol. 2
(1971)
New Morning est le onzième album studio de Bob Dylan, auteur-compositeur-interprète américain de folk-rock, sorti en 1970.

## Historique
L'album marque un retour en grâce chez les critiques, qui avaient unanimement rejeté son précédent album, Self Portrait, sorti plus tôt la même année. La chanson If Not for You est parue auparavant sur l'album All Things Must Pass de George Harrison. 

## Titres
Toutes les chansons sont écrites et composées par Bob Dylan.
| 1.    | If Not for You        | 2:39 |
| 2.    | Day of the Locusts    | 3:57 |
| 3.    | Time Passes Slowly    | 2:33 |
| 4.    | Went to See the Gypsy | 2:49 |
| 5.    | Winterlude            | 2:21 |
| 6.    | If Dogs Run Free      | 3:37 |
| 7.    | New Morning           | 3:56 |
| 8.    | Sign on the Window    | 3:39 |
| 9.    | One More Weekend      | 3:09 |
| 10.   | The Man in Me         | 3:07 |
| 11.   | Three Angels          | 2:07 |
| 12.   | Father of Night       | 1:29 |
| 35:56 |                       |      |

## Musiciens
- Bob Dylan : chant, guitares, orgue, piano (2-5, 8, 10, 12)
- David Bromberg : guitare électrique, dobro
- Buzzy Feiten : guitare électrique
- Ron Cornelius : guitare électrique
- Al Kooper : orgue, piano, guitare électrique, cor d'harmonie
- Harvey Brooks : basse
- Charlie Daniels : basse
- Russ Kunkel : batterie
- Billy Mundi : batterie
- Hilda Harris, Albertine Robinson : chœurs
- Maeretha Stewart : chœurs (6)